# 盘首蚕
盘首蚕（学名：Lopadorhynchus brevis）为盘首蚕科盘首蚕属的动物。分布于红海、地中海、北太平洋、南大西洋、北大西洋以及中国东海、台湾海峡、南海等海域，属于热带和亚热带海区上层暖水种。